# Letteratura semicolta
La letteratura semicolta è un tipo di produzione testuale o letteraria, sia scritta sia orale, che è frutto dell'opera creativa di autori che, seppur non analfabeti, non sono comunque in possesso di una piena competenza della scrittura e delle tecniche di produzione letteraria. Per questo motivo le loro produzioni, anche quando si presentano in forma scritta, mantengono un fortissimo legame con la sfera linguistica e letteraria dell'oralità.

## Opere e medium linguistico
Dal punto di vista del materiale testuale, si tratta spesso di lettere ed epistolari, documentazione diaristica, autobiografica o memorialistica, ma anche di componimenti poetici. Spesso, ma non sempre, sono produzioni che non ambiscono a diventare letteratura o poesia (in particolare, le scritture private come lettere e diari), anche se alcune realizzazioni, sovente senza l'intenzione dell'autore, possono avere esiti poetici o letterari: è il caso, ad esempio, di Luigi de Rosa, cronista napoletano del Quattrocento, amatissimo da Benedetto Croce, indicato da Gianfranco Contini come il più grande autore napoletano della sua epoca, superiore non solo a Masuccio Salernitano, ma anche a Jacopo Sannazaro.
Il medium linguistico di questi scritti è una varietà linguistica semicolta, un idioma che si colloca ai livelli più bassi tra le varietà diastratiche, che segna il confine con l'area dialettale di una lingua, della quale rappresenta la varietà più colta. Nel caso dell'area linguistica dell'italiano, tale varietà è riconducibile al cosiddetto italiano popolare, nei suoi rapporti con l'area dialettale italiana.
Proprio per questi motivi, per la presenza di interferenze linguistiche tra parlato e scritto, il trattamento di tali testi nello studio linguistico e nelle edizioni critiche richiede l'adozione di criteri filologici estremamente conservativi.

## Nascita del termine "semicolto"
Il termine "semicolto" viene utilizzato per la prima volta in ambito scientifico nel 1978 da Francesco Bruni, termine usato per commentare gli errori di traduzioni di due volgarizzamenti del XIV secolo. Il termine poi viene utilizzato in moltissimi studi successivi, venendo affiancato ai termini "semialfabeta" e "semianalfabeta", che però vanno a indicare delle categorie scriventi leggermente più in basso rispetto alla categoria dei "semicolti", i quali hanno la capacità di utilizzare la lingua per finalità pratiche, funzionali ed espressive.
La definizione di "italiano dei semicolti" è stata considerata una sorta di sinonimo della definizione di "italiano popolare". I semicolti si sforzano il più possibile di scrivere in italiano standard, cercando di evitare elementi popolari o diatopicamente marcati. Nello scritto gli elementi locali hanno riflessi attenuati. Per questo all'inizio del dibattito sulla questione c'era l'impressione che l'italiano popolare fosse indipendente dai sostrati areali. Studi successivi però, partendo dall'intuizione di Manlio Cortelazzo (il quale definisce l'italiano popolare come l'italiano acquisito in maniera imperfetta da chi ha come lingua madre il dialetto), hanno ribadito l'importanza della componente locale. Per moltissimo tempo si è presa in considerazione l'unificazione d'Italia come data di nascita dell'italiano semicolto, anche se il rinvenimento di testi semicolti in periodi anteriori all'Unità ha permesso di spostare indietro nel tempo la sua data di nascita, senza andare però a intaccare il primato dell'epoca postunitaria, durante la quale la produzione di testi semicolti assume un'importanza notevole a livello quantitativo e qualitativo per la storia linguistica italiana.
La figura del semicolto si riconosce, nei secoli passati, tra coloro che possedevano una competenza scrittoria, seppur un po' zoppicante, ma più si va avanti nei secoli, più la base sociale di coloro che sono in grado di produrre testi si va allargando. Una stessa operazione di storicizzazione va portata avanti nei confronti di determinati tratti linguistici che ricorrono nelle produzioni semicolte con più frequenza, e che assumono evidenza successivamente alla codificazione (in particolare quella di Bembo), mutando in questo modo la loro valenza sociale in base alla norma vigente in quel momento, come ad esempio è accaduto per alcuni tratti dell'oralità.
L'inscindibile legame con la dimensione orale permette di considerare le scritture semicolte come una delle fonti principali per lo studio del parlato in diacronia. Questa connessione permette quella vicinanza tra italiano dei semicolti e italiano dell'uso medio, che ha portato gli specialisti a riconoscere in alcuni fenomeni dell'italiano popolare le naturali tendenze evolutive racchiuse nel sistema linguistico, frenate da una norma aristocratica e letteraria. Queste tendenze hanno portato gli studiosi a ritenere la lingua utilizzata dai semicolti come una varietà "avanzata" rispetto all'italiano standard normativo.

## Interesse
L'interesse per la produzione letteraria semicolta è notevole, per numerosi aspetti. Ad esempio, il linguista e lo storico della lingua trovano nei testi semicolti testimonianze più fedeli all'uso linguistico dell'epoca, non influenzate dalla mediazione dotta e dalla tradizione letteraria.
Enorme valore, poi, hanno molti di questi testi come fonti di testimonianza storica: si pensi ai libri di memorie (ma anche ai diari) scritti in particolari passaggi storici, o alle lettere dal fronte durante la prima e seconda guerra mondiale.
L'emigrazione in America e la Grande Guerra rappresentano dei momenti in cui anche chi non era solito si cimenta nella scrittura, in modo da restare in contatto con chi era rimasto a casa. Già con l'emigrazione in America del sud le persone sperimentano la scrittura, ma è soprattutto con la Prima guerra mondiale che il numero di lettere aumenta esponenzialmente. Anche chi vive entrambe le esperienze, è solo con la guerra che sente la necessità impellente di scrivere, tanto che Mario Isnenghi ha calcolato attorno alla metà del 1917 una media di 2.700.000 invii giornalieri. Il calcolo approssimativo complessivo raggiunge quota 4 miliardi di lettere scritte durante il 14-18.
Le tematiche affrontate nelle lettere variano tra quelle scritte dal fronte e quelle delle persone che erano emigrate, anche se presentano alcuni temi comuni: capita spesso che colui che sta scrivendo si scusi per la brutta scrittura, quando ci si avvia alla conclusione della lettera sono presenti delle frasi iperboliche per salutare la persona a cui la lettera è indirizzata (come ad esempio “ti mando 5 miliardi di baci”). Ovviamente nelle lettere si riportava ciò che si viveva durante il giorno, anche se c'è da fare una precisazione: durante la guerra era attiva la censura, che appunto bloccava tutte le informazioni ritenute inopportune o che facevano trasparire che la guerra stava prendendo una piega negativa.
Tutte le scritture dei semicolti rivestono un ruolo essenziale nella ricostruzione della vicenda linguistica italiana. Le loro produzioni testimoniano una varietà di italiano locale scritto e non letterario. Si tratta di testi che vanno a costituire una testimonianza importantissima, prodotta da gente comune e che può testimoniare in maniera efficace il continuum dialetto/italiano, permettono inoltre di comprendere e visualizzare i processi di alfabetizzazione e di italianizzazione, contribuendo così a riconsegnare una visione globale della scrittura dell'italiano.

## Caratteristiche linguistiche della letteratura semicolta
I fenomeni che caratterizzano la scrittura dei semicolti si possono ricondurre a due ordini di meccanismi: da un lato il contatto con la sottostante realtà dialettale che va a interferire nella fonetica e nel lessico, dall'altro la ristrutturazione, in termini di semplificazione linguistica, di settori e aree del sistema dell'italiano standard mediante alcuni meccanismi specifici (come l'ipercorrettismo) che conducono a una riduzione delle norme.
Vicino alle strategie di riduzione e di semplificazione si registra la tendenza a ipercaratterizzare il testo, dandogli espressività rafforzativa tramite l'uso di elementi ridondanti (c'è da evidenziare che questo tratto rientra nel tema della sovrapposizione tra italiano popolare e italiano parlato). Alla luce di questi dati, si può notare che:

### Grafo-fonetica
A livello grafo-fonetico i fenomeni esibiscono una sostanziale invarianza, sono ricorrenti in scritture di epoche e aree geografiche diverse, mentre il condizionamento rispetto alla tipologia testuale è moderata. Uno dei tratti più vistosi di questo livello è l'uso di un ductus ottenuto con difficoltà, riconoscibile in un modo particolare di formare alcuni caratteri, nell'incapacità di legarli scorrevolmente tra loro e nel disordine nel gestire lo spazio a disposizione (elemento che sottolinea la scarsa familiarità di chi scrive con l'attività della scrittura).
Sono molto comuni le fusioni di articoli, pronomi clitici, preposizioni (ad esempio “lamico”, “tidico” o “avedere”) e le segmentazioni improprie (“con torno”, “all'avoro”), dovute alla mancata percezione dei confini di parole. Frequente è anche lo scempiamento delle geminate (“deto” per “detto”) e il suo opposto, quindi il raddoppiamento indebito (“baccio” per “bacio”). Ricorrente è la riduzione di nessi consonantici complessi, in particolari quelli con nasale, che tende a essere eliminata (“sato” per “santo”), e talora compensata da un raddoppiamento assimilatorio (“fidazzata” per “fidanzata”).
Si registrano salti ortografici dovuti a una mancata interiorizzazione delle regole, a compitazione, a distrazione o a mancanza di rilettura. Tra queste desultorietà si ricordano l'omissione o la ridondanza di grafemi con valenza diacritica come “h” nelle forme del verbo “avere” e come indicatore di velarità (“chome” per “come”, ma anche “ai” per “hai”) e “i” dopo suono palatale (“spece” per “specie”, ma anche “Franciesco”); sovraestensione di “q” (“quore”, ma di contro “cuello”) e incertezza nell'uso del nesso “cq” (“aqua”); difficoltà nella resa di fonemi consonantici rappresentati graficamente con diagrammi e trigrammi (“celo” per “cielo”, “molie” e “mogle” per “moglie”); scambio di “m” e “n” davanti a labiale; inversioni. Sono frequenti le rese grafiche che rappresentano l'affioramento fonetico del sostrato dialettale (ad esempio le sonorizzazioni e gli assordamenti nelle aree centrali, come “moldo” o “piancendo”).
Tipico delle scritture semicolte è l'uso improprio di accenti e apostrofi (omessi o usati indebitamente), come l'uso incoerente delle maiuscole (ridondanti nei casi di uso “reverenziale” oppure omesse dopo il punto fermo o quando la norma le richiede). La punteggiatura è esigua o utilizzata incoerentemente e talvolta in modo sovrabbondante (a mancare è soprattutto la punteggiatura media, come la virgola).

### Fonomorfologia e lessico
Sul piano fonomorfologico e lessicale si nota maggiormente l'influenza del dialetto. Nella formazione delle parole si sottolineano lo scambio dei prefissi (“affettivo” per “effettivo”) e dei suffissi (“adottamento” per “adozione”), l'aggiunta o l'accumulo di morfemi (“strafila” per “trafila”).
Tipico è l'utilizzo di vocaboli deformati sul piano del significante per accostamento paretimologico ad altre parole più conosciute (“celebre” per “celibe”). Predominanti sono i termini generici e polisemantici (“cosa”, “roba”, “fare”) e l'uso di costrutti lessicali di tipo analitico, soprattutto con il verbo “fare” (“fare appartenenza” per “appartenere”). Frequentissimi sono i popolarismi espressivi (“botto”, “macello”) e quelli semantici (“carte” per “documenti”).
Chi scrive ricorre inoltre a vocaboli concreti, a gerghi specifici spesso in relazione alle categorie di scriventi e alle condizioni in cui si produce il testo. Legato al sostrato è il ricorso a dialettismi per colmare vuoti, o come scelta stilistica/affettiva. Inoltre nei testi di emigrati ricorrente è l'interferenza con la lingua del paese ospitante.
Un tratto tipico veneto è il passaggio dell'affricata “ts” a “s” (“sansa” per “senza”). I dialettismi puri si incontrano raramente, nonostante si sia convinti del contrario. La rarità delle concessioni consapevoli al dialetto è dovuta alla docenza scolastica, che porta avanti una sorta di terrorismo dialettale.
Le voci dialettali si impongono quando la lingua non offre un esatto equivalente, o quando la parola italiana non è conosciuta. Altro motivo per cui si ricorreva al termine dialettale si può ricondurre al fatto che il termine italiano è ritenuto troppo spento e lontano dalla propria esperienza.

### Morfosintassi
A livello morfosintattico è più evidente l'azione dell'analogia e della semplificazione, che portano alla riduzione dei paradigmi. Consueto su questo piano è la tendenza a uniformare il paradigma dell'articolo determinativo e indeterminativo, con estensione di “il” per “lo” (“il sciopero”) e di “un” per “uno” (“un sbaglio”).
Per quanto riguarda i nomi e gli aggettivi avviene una semplificazione binaria delle desinenze, i maschili terminano tutti in -o/-i (“il caporalo”) mentre i femminili in -a/-e (“la moglia”). L'aggettivo invariabile viene utilizzato in funzione avverbiale (“sono arrivato facile”), tratto che ha in comune con la varietà media informale. Più marcato è il processo che vede l'avverbio in funzione aggettivale, che può legarsi al rafforzamento analitico di comparativi e superlativi sintetici.
Nelle aree settentrionali e meridionali si sottolinea una sovraestensione del clitico dativale “ci”, il quale viene impiegato per indicare ‘a lui'/‘a lei'/‘a loro'. Al centro invece si tende a generalizzare “gli” e “lei” sovraesteso al maschile (“ho telefonato a tuo fratello e le ho detto di venire al cinema”).
Il pronome riflessivo “ci” viene sostituito da “si”, e spesso la loro posizione viene scambiata se vengono utilizzati insieme. Può capitare inoltre che venga usato un doppio clitico coreferenziale in perifrasi con i verbi modali (“ti devo confessarti”).
Legata al sostrato locale è l'omissione di “non” in frasi con un altro elemento negativo. Le preposizioni possono essere omesse, ridondanti, scambiate, e a volte in sovrabbondanza. Spesso si registra un cumulo di clitici (“poterci darci”).

### Sintassi e testo
Sul piano sintattico e testuale i fenomeni riflettono la scarsa pianificazione tipica di una situazione comunicativa orale, da cui derivano accumulo paratattico, false partenze, cambi progettuali, messe in rilievo, presenza di elementi che riproducono le incertezze e le pause del parlato.
Nel periodo ipotetico si nota la presenza del doppio condizionale (“se saresti venuto, avresti visto con i tuoi occhi”) e del doppio congiuntivo (“se lo sapessi, te lo dicessi”). Nelle frasi relative viene utilizzato frequentemente il “che” polivalente (“un biglietto che c'era scritto”).
Da segnalare sono anche la mescolanza del modello analitico e modello sintetico, l'utilizzo di “la quale” senza la preposizione (“la tua lettera la quale mi sono rallegrato”) e in luogo di “che” congiunzione (“capisco la quale stai bene”), l'uso di “che” in accumulo con altri connettivi come elemento rafforzativo (“mentre che”). Bisogna sottolineare il fatto che l'italiano popolare condivide con la varietà orale e informale la sistematica anticipazione o la ripresa clitica di costituenti dislocati a destra o a sinistra (“ci parli tu, con la maestra”).
Si registrano a volte degli incroci tra soggetto grammaticale e soggetto logico (“mi arivai una tua lettera”) e degli scambi di ausiliari (più attestato “avere” al posto di “essere” e non viceversa). L'organizzazione testuale è caratterizzata da una scarsa dichiarazione dei rapporti interfrasali e del prevalere della paratassi. La subordinazione assume i connotati di paratassi tramite strategie di collegamento blande, come quelle realizzate dal “che” polivalente, oppure da “e” con valore avversativo o conclusivo. Riporta al parlato l'utilizzo di deittici, spesso extratestuali (“grosso così”), rafforzati (“questo qui”), di formule colloquiali (“mica tanto”), di fatismi (“diciamo così”) e di segnali conclusivi tipici dell'oralità trascurata (“e basta”).
Quando viene riportato il discorso diretto mancano spesso gli indicatori grafici che segnano il passaggio tra questo e il discorso indiretto. I numeri vengono sempre scritti in cifra, in quanto sono più facili da scrivere.